# Olteanu
Olteanu – wieś w Rumunii, w okręgu Gorj, w gminie Glogova. W 2011 roku liczyła 525 mieszkańców.